# Hans Löwy
Hans Löwy (* 17. Mai 1907 in Wien; † 4. August 1993) gehörte in den 1920er Jahren zu den stärksten österreichischen Tischtennisspielern. Er gründete 1954 das amerikanische Unternehmen Forest Laboratories.

## Tischtenniskarriere
Löwy wuchs in Wien auf. 1919 trat er dem Wiener Athletiksport Club (WAC) bei. Hier war er zunächst mit Fußball und Billard aktiv, später verlegte er seinen Schwerpunkt auf Tischtennis. Hier erzielte er rasch Fortschritte und maß sich bei europäischen Turnieren mit den damaligen Spitzenspielern, die vorwiegend aus Ungarn und Österreich kamen. Um 1924 gehörte er zu den 10 besten Spielern in Europa.
Wichtige Turniererfolge waren
- Anfang Februar 1925: Internationales TT-Turnier von Bratislava:  Platz 2 im Doppel mit Eduard Freudenheim
- 14.–15. Februar 1925: "Der Scratch"-Turnier[1]: Platz 1 Einzel
- 1925:  Meisterschaft von Mähren:  Platz 2 im Doppel mit Eduard Freudenheim, Platz 1 im Mixed mit Josephine Wiesenthal
- 1925: Europaturnier für Einzelwettbewerbe:  Platz 1
- 1926: Europaturnier für Einzelwettbewerbe:  Platz 1
- 1926: Offene Österreichische Meisterschaft:  Platz 1 im Mixed mit Gertrude Wildam
- 1926/27: Offene Prager Meisterschaft:  Platz 1 im Einzel
- 1926/27: Nicht-offene Meisterschaft der Wiener League:  Platz 2 im Einzel, Platz 1 im Doppel mit Weiger
- 1926/27: Meisterschaft des Makkabi Club: Platz 1 im Doppel mit Weiger
- 1927: Semmering: Platz 1 im Doppel mit Weiger
- 1927: (nicht-offene) Österreichische Meisterschaft: Platz 1 im Mixed mit Gertrude Wildam
- 1928: Offene Österreichische Meisterschaft: Platz 1 im Mixed mit Josephine Wiesenthal

Für die 1926 erstmals durchgeführte Weltmeisterschaft in London war Löwy gemeldet. Er ist auch im Turnierbuch aufgeführt, spielte dort aber nicht. Über die Gründe, auch ob er sich überhaupt vor Ort aufhielt, ist nichts bekannt.
Ende der 1920er Jahre beendete Löwy vorläufig seine Tischtennislaufbahn. Dies hatte gesundheitliche und berufliche Gründe. Er hatte als Chemiker promoviert und arbeitete mit seinem Bruder Fritz in der Textilfirma De Angeli-Frua als Außenhandelsvertreter. Zudem trainierte er von 1928 bis 1933 die österreichischen Boxer, die an der Olympiade 1936 in Berlin teilnahmen. Gelegentlich schrieb er für die Sportkolumne einer Wiener Zeitung.
Mitte der 1930er Jahre kam es zu einem Comeback im Tischtennis. Er war gemeldet für die Tischtennisweltmeisterschaft 1937 in Baden (Österreich). Hier verlor er gemäß Turnierprotokoll im Einzel in der ersten Runde gegen den Jugoslawen Ladislav Hexner. Wiederum ist nicht bekannt, ob Löwy antrat.

## Emigration in die USA
Löwy war Jude. Nach dem Anschluss Österreichs wurde er daher, wie alle Juden, gezwungen, aus dem Verein Wiener Athletiksport Club (WAC) auszutreten. Zudem verlor er seinen Job bei der Firma De Angeli-Frua. Er engagierte sich für die verfolgten Juden und ermöglichte etwa 350 Dachauer Insassen eine Ausreise nach Costa Rica. Mehrmals wurde Löwy verhaftet, jedes Mal gelang ihm die Flucht. Am 14. Oktober 1938 heiratete er die Gymnastiklehrerin Rosl Irom. Im Februar 1939 floh er mit seiner Ehefrau nach Holland, am 13. März des folgenden Jahres erreichten sie per Schiff New York.
Zunächst arbeitete Löwy als Chemiker für die amerikanische Rüstungsindustrie. Später wurde er amerikanischer Staatsbürger und änderte seinen Namen in Hans Lowey. Er entwickelte und patentierte Retard-Medikamente, welche den Arzneistoff verlangsamt freisetzen ("sustained release"). 1954 gründete er das Unternehmen Forest Laboratories. Später rief er weitere Firmen ins Leben.